# Heteroglenea fissilis
Heteroglenea fissilis là một loài bọ cánh cứng trong họ Cerambycidae.